# Королевские военно-воздушные силы Таиланда

Флаг ВВС Таиланда

Флаг Командующего ВВС Таиланда

Королевские военно-воздушные силы Таиланда (тайск. กองทัพอากาศไทย, Kong Thab Akat Thai) — один из видов вооружённых сил Таиланда.
Тайская военная авиация была создана 27 марта 1914 года, её основателем был учившийся в России принц Чакрабон. В апреле 1937 года выделена в отдельный вид вооружённых сил. ВВС Таиланда участвовали в войне с Францией (1940—1941), обеспечивали транспортную поддержку силам ООН в Корейской и «силам свободного мира» во Вьетнамской войнах, а также задействовались в серии пограничных стычек с вьетнамскими войсками в 1980-е годы. На 2008 год в их составе имеются 4 воздушные дивизии, 11 авиакрыльев.

## Структура
551 ВВС

## Боевой состав
| Обозначение формирования или части | Вооружение и оснащение | Место расположения |
| ---------------------------------- | ---------------------- | ------------------ |
|                                    |                        |                    |
|                                    |                        |                    |
|                                    |                        |                    |
|                                    |                        |                    |
|                                    |                        |                    |
|                                    |                        |                    |
|                                    |                        |                    |

## Техника и вооружение
Данные о технике и вооружении ВВС Таиланда взяты со страницы журнала Aviation Week & Space Technology.
| Тип                                                  | Производство     | Назначение                                   | Количество | Примечания |
| ---------------------------------------------------- | ---------------- | -------------------------------------------- | ---------- | --- |
| Боевая авиация:                                      |                  |                                              |            | |
| Northrop F-5B Northrop F-5E Northrop F-5F            | США              |                                              | 2 31 4     | |
| Saab JAS 39C Saab JAS 39D                            | Швеция           | многоцелевой истребитель учебный истребитель | 8 4        | |
| Lockheed F-16A Lockheed F-16B                        | США              |                                              | 43 14      | Block 15, получены 1988—2005 18 самолетов на вооружении 103 эскадрильи, 18 самолетов поставлено в 1995—1996 г. в 403 эскадрилью, 16 истребителей на вооружении в 2002—2003 102 эскадрильи. Ещё 7 F-16 получены в 2005 из состава ВС Сингапура. 18 F-16 модернизируются до MLU c 2012 г. |
| Учебная авиация:                                     |                  |                                              |            | |
| Aero Vodochody L-39ZA                                | Чехословакия     |                                              | 18         | |
| Dassault-Breguet/Dornier Alphajet A                  | Франция Германия |                                              | 9          | |
| Транспортная авиация и вертолеты:                    |                  |                                              |            | |
| Aero Technologies of Australia N-22B                 | Австралия        |                                              | 16         | |
| Airbus A310-300                                      | Европа           |                                              | 1          | |
| Airbus ACJ                                           | Европа           |                                              | 1          | |
| Basler BT-67                                         | США              |                                              | 9          | |
| Bell 412 Bell 412SP                                  | США              |                                              | 8 10       | |
| Bell UH-1H Bell UH-1N                                | США              |                                              | 18 1       | |
| Boeing 737—400 Boeing 737-800BBJ2                    | США              |                                              | 1 1        | |
| British Aerospace HS.748-2A British Aerospace HS.748 | Великобритания   |                                              | 2 4        | |
| CASA CN-235                                          | Испания          |                                              | 2          | |
| Cessna T-41D                                         | США              |                                              | 6          | |
| Eurocopter AS 332L2                                  | Франция          |                                              | 2          | |
| Fairchild Aircraft Merlin IVA                        | США              |                                              | 3          | |
| Fairchild Republic AU-23                             | США              |                                              | 21         | |
| IAI Arava 201                                        | Израиль          |                                              | 3          | |
| Learjet 35A                                          | США              |                                              | 2          | |
| Lockheed C-130H Lockheed C-130H-30                   | США              |                                              | 7 5        | |
| NZAI CT-4E                                           | Новая Зеландия   |                                              | 28         | |
| Pilatus PC-9                                         | Швейцария        |                                              | 24         | |
| Raytheon 200                                         | США              |                                              | 3          | |
| Sikorsky S-58T                                       | США              |                                              | 5          | |
| Sukhoi Superjet 100                                  | Россия           |                                              | 3          | |

## Опознавательные знаки
| Опознавательный знак | Знак на фюзеляж | Знак на киль | Когда использовался                                                              | Порядок нанесения |
| -------------------- | --------------- | ------------ | -------------------------------------------------------------------------------- | ----------------- |
|                      | нет             |              | 1919 — 1940, 1945 — наст. время (знак на киль: 1919 — 1941 и 1945 — наст. время) |                   |
|                      | нет             |              | 1940 — 1941                                                                      |                   |
|                      | нет             |              | 1941 — 1945                                                                      |                   |

## Знаки различия

### Генералы и офицеры
| Категории               | Генералы      | Генералы          | Генералы          | Генералы      | Генералы | Старшие офицеры | Старшие офицеры | Старшие офицеры | Младшие офицеры | Младшие офицеры   | Младшие офицеры |
| ----------------------- | ------------- | ----------------- | ----------------- | ------------- | -------- | --------------- | --------------- | --------------- | --------------- | ----------------- | --------------- |
|                         |               |                   |                   |               |          |                 |                 |                 |                 |                   |                 |
| Тайское звание          | '             | '                 | '                 | '             | '        | '               | '               | '               | '               |                   |                 |
| Российское соответствие | Генерал армии | Генерал-полковник | Генерал-лейтенант | Генерал-майор | нет      | Полковник       | Подполковник    | Майор           | Капитан         | Старший лейтенант | Лейтенант       |

### Сержанты и солдаты
| Категории               | Подофицеры        | Подофицеры   | Подофицеры  | Сержанты и старшины | Сержанты и старшины | Сержанты и старшины | Сержанты и старшины | Солдаты               | Солдаты |
| ----------------------- | ----------------- | ------------ | ----------- | ------------------- | ------------------- | ------------------- | ------------------- | --------------------- | ------- |
|                         |                   |              |             |                     |                     |                     |                     |                       | 30px    |
| Тайское звание          | พันจ่าอากาศเอกพิเศษ  | พันจ่าอากาศเอก | พันจ่าอากาศโท | พันจ่าอากาศตรี         | จ่าอากาศเอก          | จ่าอากาศโท           | จ่าอากาศตรี           | จ่าอากาศตรี กองประจำการ | พลทหาร  |
| Российское соответствие | Старший прапорщик | Прапорщик    | нет         | Старшина            | Старший сержант     | Сержант             | Младший сержант     | Ефрейтор              | Рядовой |